# Milton (Neuseeland)

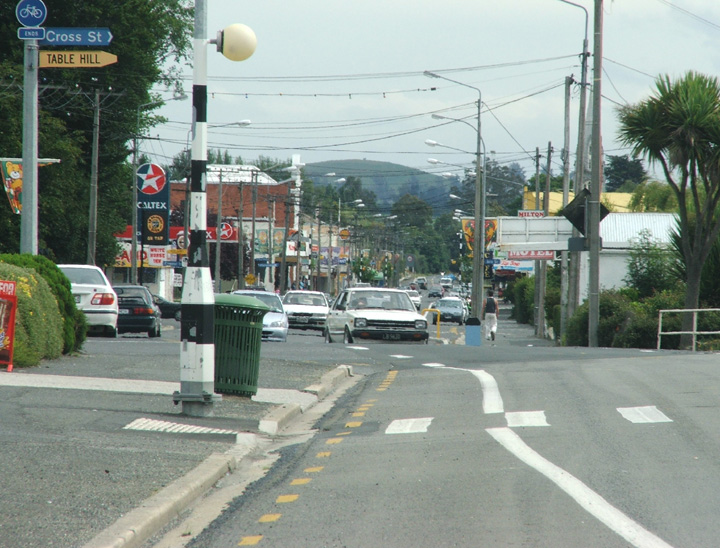
Fahrzeuge am „Kink“ in der Union Street in Milton

Milton ist ein Ort im Clutha District der Region Otago auf der Südinsel von Neuseeland.

## Namensherkunft
Milton wurde früher „Mill Town“ (Mühlenstadt) genannt, da im Ort in der Gründungsphase eine Getreidemühle errichtet wurde. Aus der Bezeichnung wurde dann später der heutige Names des Ortes.

## Geographie
Milton befindet sich rund 50 km südwestlich von Dunedin und rund 22 km nordöstlich von Balclutha in der Ebene des Tokomairaro River, der westlich und südlich der Stadt vorbeifließt.

## Geschichte
Die erste Siedler in der Gegend um Milton war James Elder Brown mit seinem Vater und Peter McGill. Sie erwarben 1856 Land in der Gegend und McGill errichtete mit Hilfe von Brown eine Getreidemühle, die schließlich den Ursprung des Ortes darstellte.
Miltons frühe Geschichte wurde stark vom Otago Goldrausch (1861–1863) beeinflusst, der von dem Goldsucher Thomas Gabriel Read bei Gabriel’s Gully in der Nähe von Lawrence ausgelöst wurde. Milton lag auf der Hauptstrecke zwischen den Goldfeldern und der Stadt Dunedin, die zu der Zeit das Zentrum des Goldhandels war. Milton erlebte so ein starkes Bevölkerungswachstum und bekam bereits 1866 den Status einer Stadt verliehen. 1897 erlebte die Stadt einen weiteren Aufschwung durch die Ansiedlung einer Wolle verarbeitende Fabrik.
Sitz der Gemeinde war ursprünglich Fairfax, eine Siedlung am Fuße der Hügel im Südosten der Stadt. Als die Verbindung zu den Goldfeldern im Landesinneren an Bedeutung zunahm, damit auch der Wunsch, die Stadt als Etappenort zu nutzen, breitete sie sich auf der Ebene am Fluss aus. Eine gotische Kirche, die zur  Presbyterian Church of Aotearoa New Zealand gehörende Tokomairiro Presbyterian Church, wurde zu dieser Zeit unter Leitung des Architekten Robert Lawson erbaut. Die Kirche ist noch heute das Wahrzeichen der Stadt und von den Tokomairaro Plains über mehrere Kilometer zu sehen. Sie lag am Ende der Hauptstraße, die Fairfax mit der Hauptstrecke zwischen Dunedin und den Goldfeldern verband.
Miltons Bedeutung in der Nachrichtenübermittlung in den frühen Jahren der europäischen Besiedelung Neuseelands wird dadurch unterstrichen, dass die Stadt im Februar 1878 eines der ersten zwei durch Telefon-Fernlinien verbundenen Zentren war, Milton und Dunedin. Erst im frühen 20. Jahrhundert wurde Milton in der Region größenmäßig von der heute beträchtlich größeren Stadt Balclutha überholt.

## Bevölkerung
Zum Zensus des Jahres 2013 zählte der Ort 1926 Einwohner, 2,1 % mehr als zur Volkszählung im Jahr 2006.

## Wirtschaft
Milton dient als Dienstleistungszentrum für die umliegende Landwirtschaft, wobei auch die Forstwirtschaft zunehmend an Bedeutung gewinnt. In der Stadt sind Wilson's Transport, eines der größten regionalen Transportunternehmen und Calder Stewart, eines der größten metallverarbeitenden Unternehmen Otagos, angesiedelt.
Der Bau eines Gefängnisses in Milburn, rund 2 km nordöstlich von Milton, löste eine Kontroverse in der Bevölkerung aus, als das Vorhaben der Öffentlichkeit vorgestellt wurde.

## Infrastruktur

### Straßenverkehr
Durch Milton führt der New Zealand State Highway 1, der den Ort mit den beiden nächstgrößeren Städten Dunedin und Balclutha verbindet. Südlich des Ortes zweigt der New Zealand State Highway 8 vom State Highway 1 nach Nordosten ab.

### Schienenverkehr
Milton liegt an der Bahnstrecke Lyttelton–Invercargill. Die Eisenbahn erreichte den Ort 1875. 1907 wurde der Bahnhof der Stadt zum Anschlussbahnhof, als die Bahnstrecke Clarksville–Roxburgh von Clarksville parallel zur Hauptstrecke bis nach Milton verlängert wurde, um den Betrieb zu vereinfachen. Diese Verlängerung wurde 1960 außer Betrieb genommen und der Anschlusspunkt nach Clarksville zurückverlegt. Nachdem im Februar 2002 der Southerner eingestellt wurde, findet auf der Strecke Lyttelton–Invercargill ausschließlich Güterverkehr statt.

### Bildungswesen
Milton spielte im Bildungswesen der frühen Entwicklung Otagos eine wichtige Rolle. Die Tokomairiro School, heute aufgeteilt in die Milton Primary School und Tokomairiro High School, wurde 1856, acht Jahre nach der Gründung der Province Otago gegründet und war danach für viele Jahre eine der führenden Schulen der Provinz.

## The Kink
In Milton gibt es eine stadtplanerische Kuriosität: Die Hauptstraße des Ortes, die Union Street hat einen Versatz um eine ganze Straßenbreite in Ost-West-Richtung. Der Grund ist umstritten. Eine häufige, aber von offizieller Seite nicht bestätigte Variante ist, dass die Straße von zwei Vermessern eingemessen wurde, die von Norden und Süden kamen und die Straße jeweils von sich aus gesehen rechts der Vermessungslinie trassierten. Eine weitere häufige Erklärung ist, dass der Knick um einen großen Baum verlief, der einst dort stand. Dies erklärt jedoch nicht, wieso ausgerechnet in einer Stadt der Sägewerke ein einzelner Baum geschützt worden sein soll und wieso die Straße nach dem Baum nicht wieder ihrem ursprünglichen Verlauf folgt.

## Persönlichkeiten
- Jessie Hiett (1874–1962), Präsidentin der Women’s Christian Temperance Union of New Zealand
- Frank Oliver (1948–2014), Rugby-Spieler der All Blacks
- Daryl Tuffey, Cricket-Spieler
- Ken Bloxham, Rugby-Spieler der All Blacks